# Fédération Burkinabè de Football
Die Fédération Burkinabè de Football (FBF) ist der nationale Fußballverband des westafrikanischen Staates Burkina Faso, dem ehemaligen Obervolta, mit Sitz in der Hauptstadt Ouagadougou. Er wurde 1960 gegründet und ist seit 1964 Mitglied des Kontinentalverbandes CAF und des Weltverbandes FIFA. Verbandspräsident ist seit 2012 Sita Sangaré. Unter dem Dach der FBF organisiert die Ligue Nationale de Football du Burkina Faso (LNF) die nationale Meisterschaft in der Première Division, den Pokalwettbewerb Coupe du Faso und den Superpokal Coupe de l’AJSB sowie die nationale Meisterschaft der Frauen. Auswahlmannschaften der FBF sind die A-Nationalmannschaft, die U-20- und die U-17-Junioren sowie die Nationalmannschaft der Frauen und die U-20 der Frauen. Institutionen des Verbandes sind Generalversammlung, Exekutivbüro und Verwaltungsrat.

## Geschichte

### Verwaltungsstrukturen zur Kolonialzeit
Obwohl Fußball bereits um die Jahrhundertwende in der britischen Kolonie Goldküste (heutiges Ghana), praktiziert wurde, kam dieser Sport erst Mitte der 1930er Jahre im Gebiet des heutigen Burkina Faso auf. 1932 war die französische Kolonie Obervolta unter den Nachbarkolonien aufgeteilt worden, dadurch gehörten die beiden wichtigsten Städte Ouagadougou und Bobo-Dioulasso damals zur Kolonie Elfenbeinküste. Erst als die Kolonie 1947 wiederhergestellt wurde und der Fußball im Territorium durch zahlreiche Vereinsgründungen einen Schub bekam, entstanden lokale Verwaltungsstrukturen; so gründete der Franzose Lucien Sangan einen Distrikt im Rahmen der sportlichen Administration Französisch-Westafrikas. Auf Sangan folgte 1949 Sanny mit Raoul Traoré als Vizepräsidenten. Ein Jahr später trat der Distrikt unter Rossi, dem Direktor des Comptoir de l’automobile, du matériel industriel, du cycle et de l’outillage (CAMICO) der Ligue d’AOF de Football bei, die der Fédération Française de Football (FFF), dem Verband des Mutterlandes Frankreich angehörte. Weitere Präsidenten des Distrikts waren Bachirou Niang von 1950 bis 1953, Corneille Boussary von 1953 bis 1954, Raoul Vicens von 1954 bis 1956, Germain Lingani von 1956 bis 1958 und anschließend André Flottes de Pouzois, der außerdem Präsident des comité des sports war.
In Ouagadougou dauerte es einige Jahre länger bis sich der Fußball dort etablieren konnte; 1947 gab es erst zwei Vereine. Doch kam es zu einer sprunghaften Entwicklung, die zur Gründung eines eigenen Distriktes für die Hauptstadt Mitte der 1950er-Jahre führte. Sein erster Präsident war Mallet mit René Bassinga als Generalsekretär; die Anerkennung durch den Verband erfolgte umgehend. Mallets Nachfolger wurde Maxime Ouédraogo, dem Racine Traoré und Michel Kiki als Generalsekretäre zur Seite standen.

### Verband nach der Unabhängigkeit

Flagge Obervoltas

Nachdem die ehemalige französische Kolonie Obervolta am 5. August 1960 unabhängig geworden war, wurde im Oktober desselben Jahres die Fédération voltaïque de football (FVF) (franz. ‚Obervoltaischer Fußballverband‘) als nationaler Fußballverband des neuen Staates gegründet. Erster Präsident wurde Maxime Ouédraogo, der zeitweise verschiedene Ministerposten in der Regierung von Staatspräsident Maurice Yaméogo innehatte. Der Verband gründete auf den beiden Ligen est und ouest (franz. ‚Ost‘ und ‚West‘) und bemühte sich zunächst um die Organisation des Fußballsports im jungen Staat. Regionale und nationale Wettbewerbe wurden geschaffen und Vereinsfusionen forciert, um Kräfte zu bündeln.
Nachdem Ouédraogo von Yaméogo aus der Regierung entlassen und inhaftiert worden war und dadurch auch seine Posten im Verband verloren hatte, wurde Adrien Tapsoba, ein ehemaliger Spieler, an die Spitze der FVF gewählt. Er nahm eine Neuordnung der Verbandsorganisation in Angriff, unter anderem mit dem Ziel, die Konflikte zwischen den beiden Ligen zu beenden. Neue Statuten wurden geschaffen und 1964 der Beitritt zum Kontinentalverband CAF und dem Weltverband FIFA vollzogen. Konflikte, die die Neugründung von weiteren Ligen als Unterbau des Verbandes betrafen, führten zu einer Lähmung der FVF, die von politischer Seite durch Auflösung des Verbandes beendet wurde. Eine Interimsführung unter Naon Charles Somé bestand nur bis zum 3. Januar 1966, dem Tag des Sturzes von Präsident Yaméogo, und wurde durch den wiedergewählten Adrien Tapsoba abgelöst. Während der Anfangsphase ihres Bestehens betrachtete die neue Führung des Landes unter Staatspräsident Sangoulé Lamizana (1966–1980) den Sport als nachrangig und schuf erst 1971 den Posten eines Ministers für Jugend und Sport, der von einem Offizier, Hauptmann Félix Tiemtarboum, bekleidet wurde.
Zusammen mit dem Verband, der 1972 zu einem nationalen Rat zusammentraf und zu diesem Zeitpunkt zehn Ligen umfasste, wurde die Reformierung des Fußballwesens in Angriff genommen; dazu zählten die Reduzierung der Vereine, die Schaffung von lokalen Pokalwettbewerben und die Austragung von Meisterschaften innerhalb der Ligen sowie Kompromisse, die die Verteilung der Einnahmen betrafen.
Der Beschluss Tiemtarboums von 1974, anstelle von Vereinsmannschaften Regionalauswahlen bei den afrikanischen Vereinswettbewerben teilnehmen zu lassen, führte zu einigen Erfolgen, war aber heftig umstritten.
Infolge des Putsches von Saye Zerbo 1980 wurde der Verband per Dekret aufgelöst und an dessen Stelle ein provisorisches, aus 20 Mitgliedern bestehendes Komitee (Comité national chargé du football CNPF) unter Führung von Michel Ilboudo gesetzt. Dem Komitee wurde mit einem weiteren Putsch 1982, der Jean-Baptiste Ouédraogo an die Macht brachte, ein schnelles Ende gesetzt.
Mit der Revolution des Thomas Sankara 1983 änderte sich die Perspektive für den Fußball, der nun der „politischen und ideologischen Bildung des Volkes“ des 1984 in Burkina Faso umbenannten Landes dienen sollte. Die bestehenden Verbandsstrukturen wurden aufgelöst und die Verantwortlichen sollten sich vor einem „Volkstribunal der Revolution“ verantworten, welches allerdings nie stattfand. Während der Zeit der Revolution (1983–1987) stand der Fußball unter der Leitung von Nurukyor Claude Somda und Pierre Guigma.
1987 kam Blaise Compaoré nach einem blutigen Putsch an die Macht und ein Jahr später wurde Félix Tiemtarboum zum neuen Verbandspräsidenten gewählt. Der Fußballsport, der sich nach Jahren von gesellschaftlichen und politischen Turbulenzen in einer Krise befand, sollte durch zahlreiche Reformen gestärkt werden. Die regelmäßige Durchführung der Meisterschaft wurde gesichert, eine zweite Liga als Unterbau eingeführt, das Sponsoring entwickelt und die Vereine zur Jugendförderung ermutigt. Doch da die Arbeit des Verbandes als unzureichend angesehen wurde, wurde 1992 Souley Mohamed an seine Spitze gewählt.
Parallel zur formalen Demokratisierung des Landes unter Compaoré, der dem Sport Unterstützung zuteilwerden ließ, begann der Verband zahlreiche Maßnahmen zur Entwicklung des Fußballs. Die neue Verbandsführung, die als moralisch unbelastet angesehen wurde, reduzierte die Zahl der Erstligisten, konnte das Sponsoring durch Zigarettenmarken ausbauen, förderte die Professionalisierung der Vereine und schuf ein Komitee zur Unterstützung der Nationalmannschaft, der zum ersten Mal eine langfristig angelegte Förderung zuteilwurde. Nachdem Mohamed für das Organisierungskomitee der Afrikameisterschaft 1998 nominiert wurde, folgte ihm Boureima Badini an die Spitze der FBF. Nach einer Niederlagenserie erklärten die Verantwortlichen ihren Rücktritt trotz der als gut eingeschätzten Arbeit, ein bis dahin einmaliger Schritt in der Verbandsgeschichte.
Als Nachfolger wurde 1997 Honoré Traoré, ein Oberstleutnant der Armee, gewählt. In seine Amtszeit fällt die erfolgreiche Ausrichtung der Afrikameisterschaft im eigenen Land, doch nach nur mäßigen Ergebnissen in den folgenden Turnieren, erklärt er 2002 seinen Rücktritt. Zwischen der nun von Seydou Diakité angeführten Verbandsspitze und der ehemaligen Führung herrschte in Folge Unfrieden, der in einem körperlichen Angriff Diakités auf den ehemaligen Verbandssprecher während eines Streits im Februar 2004 gipfelte.

## Gegenwart
Die Qualifikation zu den Afrikameisterschaften 2006 und 2008 wurde jeweils verpasst, worauf der Vorstand um Diakité im Juli 2007 zurücktrat, um einen Neuanfang zu ermöglichen. Nach einer dreimonatigen Übergangsphase unter Führung von Didier Ouédraogo wurde Zambendé Théodore Sawadogo mit 84 zu 60 Stimmen gegen Oberstleutnant Yacouba Ouédraogo zum neuen Verbandspräsidenten gewählt.
Am 20. April 2010 gab der Verband bei einer Pressekonferenz bekannt, dass wegen hoher Schulden in Höhe von 400 Millionen CFA-Franc (etwa 610.000 Euro) beziffert wurden, die Konten gesperrt und die Räumlichkeiten konfisziert wurden.
Am 10. März 2012 fanden Neuwahlen statt, um einen Nachfolger Zambendés zu bestimmen. Oberst Sita Sangaré wurde mit 95,9 % der Stimmen – 203 von 213 abgegebenen – zum neuen Verbandspräsidenten gewählt. Die drei Kandidaturen von Sandaogo Pierre Kotoka Yaméogo, Mory Sanou und André Badoh waren aus formalen Gründen nicht zugelassen worden.

## Organisation
Mit den Statuten vom 1. November 2002 definiert der Verband Ziele, Aufgaben und Organisationsstruktur im Rahmen der burkinischen Gesetzgebung, darunter dem „Gesetz über die Organisation der Führungsstrukturen im Leistungssport in Burkina Faso“ vom 25. April 2002. Damit untersteht die FBF dem Ministerium für Sport und Freizeit und hat Entwicklung, Förderung, Kontrolle und Reglementierung des Fußballsports auf dem Gebiet Burkina Fasos zur Aufgabe. Dazu ist der Verband mit der Organisierung von Wettbewerben und der Überwachung aller Freundschaftsspiele betraut sowie dem Schutz der Interessen seiner Mitglieder verpflichtet.
Mitglieder sind laut der Statuten die angegliederten Vereinigungen und Vereine, die elf regionalen Ligen (Centre, Centre-Est, Centre-Ouest, Centre-Nord, Nord, Est, Nazinon, Ouest, Boucle du Mouhoun, Sud-Ouest, Sahel) und Distrikte sowie Ehrenmitglieder, die in drei Kategorien fallen:
- membres d'honneur: Personen, die sich um den Fußball in Burkina Faso auf bedeutende Weise verdient gemacht haben. Sie werden von der Generalversammlung auf Vorschlag des Exekutivbüros ernannt.
- membres bienfaiteurs: Personen oder Institutionen, die die Entwicklung des Fußballs in finanzieller oder materieller Weise unterstützen. Sie werden vom Exekutivbüro ernannt.
- membres honoraires: Titel, der jedem ehemaligen Verbandspräsidenten vom Exekutivbüro verliehen werden kann.

### Institutionen

#### Generalversammlung
Die Generalversammlung (assemblée générale) ist die oberste Instanz des Fußballs in Burkina Faso und besteht aus dem Exekutivbüro, den Ehrenmitgliedern der oben genannten Kategorien sowie den burkinischen Mitgliedern der Exekutivbüros von FIFA, CAF und UFOA (Westafrikanische Fußballunion). Außerdem sind die regionalen Ligen sowie die Erst- und Zweitligisten stimmberechtigte Mitglieder.
Zu den Kompetenzen der Generalversammlung gehören die alle vier Jahre stattfindende Wahl des Exekutivbüros oder die Verabschiedung des Haushaltes. Die Generalversammlung findet planmäßig einmal im Jahr zusammen.
Die Generalversammlung ernennt die Zentrale Schiedsrichterkommission (CCA), eine Lizenz- sowie eine Berufungskommission und Kommissionen mit den Verantwortungsbereichen Reglement und Strafen, Frauenfußball, Jugend, Organisation, Finanzen, Breitenfußball, Projekte und Medizin.

#### Exekutivbüro
Das Exekutivbüro (bureau exécutif) führt und repräsentiert den Verband während einer gewählten Amtszeit von vier Jahren, ernennt die Trainer der diversen Nationalmannschaften und reglementiert die Ausführung von Fußballwettbewerben.
Es zählt 20 Mitglieder, darunter der Präsident und drei Vizepräsidenten.

##### Aktuelle Zusammensetzung
- Präsident: Sita Sangaré
- 1. Vizepräsident: Avougo Mathias Tia
- 2. Vizepräsident: Sékou Koné
- 3. Vizepräsident: Sié Vincent Kambiré
- Schiedsrichterwesen: Koudougou David Yaméogo
- Frauenfußball: Denis Compaoré
- Jugendfußball: Djibril Yacouba Ouédraogo
- Spielbetrieb: Bakaré Konaté
- Finanzen: Mamadou Traoré
- Interne Revision: Assèta Salogo
- Breitenfußball: Sabine Marie Isabelle Tall/Zoungrana
- Projekte: Daouda Sanogo
- Medizin: Romaric Toé
- Technik und Entwicklung: Amidou Kobré
- Status und Spielertransfer: Salif Léonce Francis Diarra

#### Verwaltungsrat
Der Verwaltungsrat (conseil de gestion) besteht aus dem Exekutivbüro, sowie Vertretern der regionalen Ligen und Mitgliedsvereinen. Seien Aufgabe besteht darin, Entscheidungen zu treffen, die das Funktionieren des Verbandes gemäß der Ausrichtungen, Beschlüsse und Weisungen der Generalversammlung gewährleisten.

### Regionalverbände und Vereine
Den Unterbau bilden die Ligen der elf Regionalverbände Centre, Centre-Est, Centre-Ouest, Centre-Nord, Nord, Est, Nazinon, Ouest, Boucle du Mouhoun, Sud-Ouest und Sahel. Die Regionalligen sind wiederum in Distrikte unterteilt. Insgesamt bestanden 2008 118 Fußballvereine, davon 31 in der Verwaltungsregion Centre und 27 in Sud-Ouest.

## Wettbewerbe und Auswahlteams

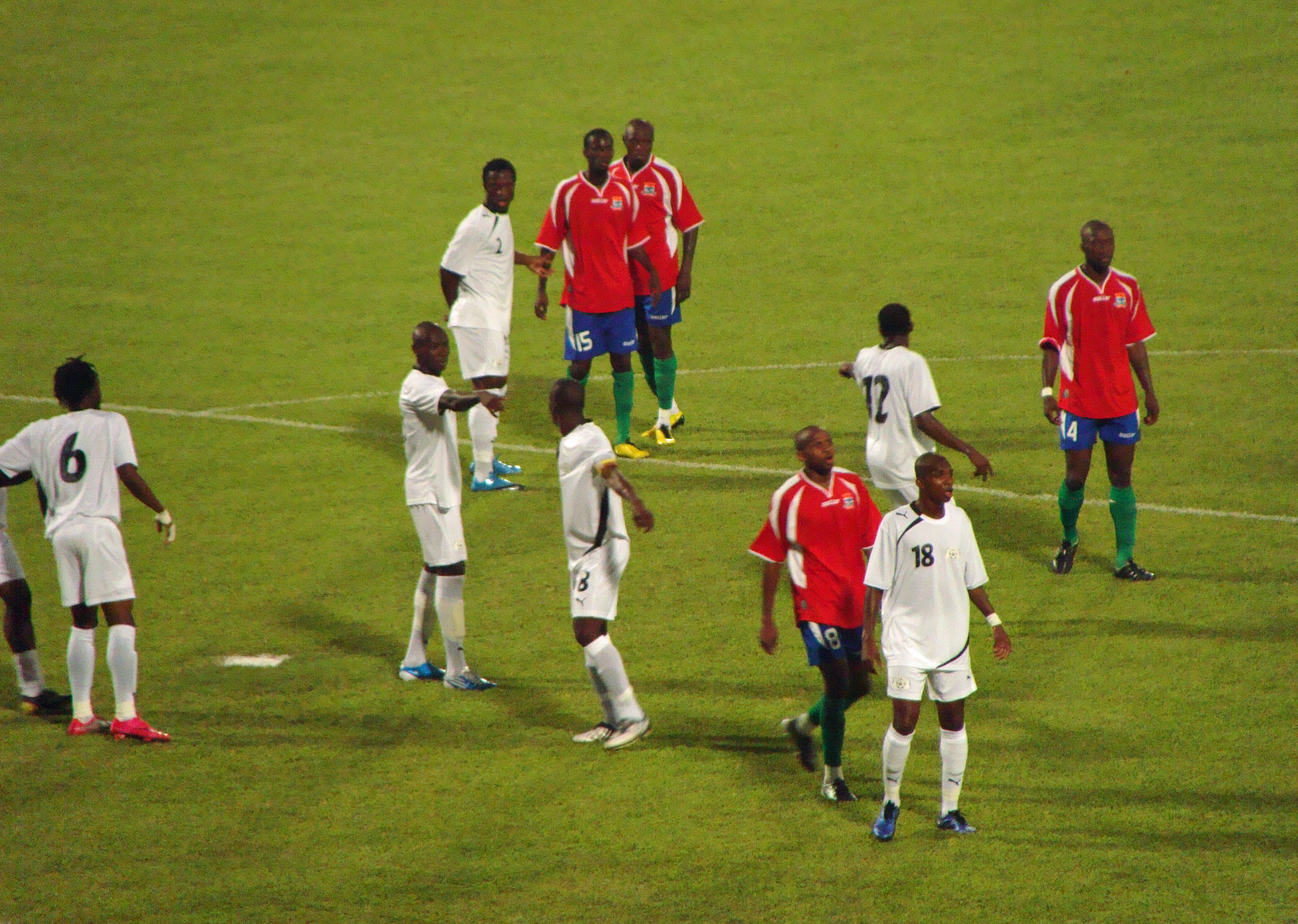
Die Étalons sind das Nationalteam des Landes

Unter dem Dach der FBF organisiert die Ligue Nationale de Football du Burkina Faso (LNF) die nationale Meisterschaft der Première Division, den Pokalwettbewerb Coupe du Faso und den Superpokal Coupe de l’AJSB sowie die nationale Meisterschaft der Frauen.
Auswahlmannschaften der FBF sind die A-Nationalmannschaft, die U-20- und die U-17-Junioren.
Seit 2007 gibt es eine Nationalmannschaft für Frauen, außerdem existiert eine U-20-Mannschaft.

## Sonstige Aspekte
Der Verbandssitz befindet sich in Ouagadougou, im Stadtteil Ouaga 2000. Er wurde zum Großteil durch das Goal Programme der FIFA finanziert (400.000 $ von insgesamt 593.140 $) und in das Technische Zentrum integriert, das 2002 ebenfalls im Rahmen des Goal Programme errichtet wurde. Die Kosten für das Technische Zentrum beliefen sich auf 420.000 $, das Grundstück wurde von der Regierung zur Verfügung gestellt.

## Verbandspräsidenten
| Amtszeit  | Name                       |
| 1960–1963 | Maxime Ouédraogo           |
| 1964–1965 | Adrien Tapsoba             |
| 1965–1966 | Naon Charles Somé          |
| 1966–1980 | Adrien Tapsoba             |
| 1980–1983 | Michel Ilboudo             |
| 1983–1985 | Nurukyor Claude Somda      |
| 1985–1986 | Pierre Guigma              |
| 1988–1992 | Félix Tiemtarboum          |
| 1992–1996 | Souley Mohamed             |
| 1996–1997 | Boureima Badini            |
| 1997–2002 | Honoré Traoré              |
| 2002–2007 | Seydou Diakité             |
| 2008–2012 | Zambendé Théodore Sawadogo |
| 2012–     | Sita Sangaré               |